# Kurt Aepli
Kurt Aepli (* 14. Mai 1914 in Rapperswil; † 22. Dezember 2002 in Uznach) war ein Schweizer Silberschmied, Schmuck- und Gerätegestalter sowie Berufspädagoge.

## Leben
Seine Ausbildung als Silberschmied absolvierte Kurt Aepli an der Kunstgewerbeschule Zürich 1934–1939. Mit der Kriegsmobilmachung leistete er vier Jahre Aktivdienst. In der Werkstatt Meinrad Burch-Korrodi, in die er im Jahre 1942 eingetreten war, entwickelte er als Chefentwerfer bald seine eigene, unverwechselbare Formensprache, an dieser sein Schmuck, vor allem aber auch seine Sakralgeräte erkennbar sind. Im Bereich der Sakralkunst prägte er in der Schweiz pionierhaft die zweite Hälfte des 20. Jahrhunderts, gleichzeitig etwa mit dem bekannten Kirchenbauer Fritz Metzger oder dem Maler Ferdinand Gehr, auf die er grosse Stücke hielt. Nicht von ungefähr fiel der Höhepunkt seines Schaffens in die kirchliche Aufbruchstimmung vor und während des Zweiten Vatikanischen Konzils, das in den Jahren 1962–1965 stattfand. Der Konjunkturaufschwung nach den Kriegsjahren war zweifelsohne vorteilhaft für die Schmuckbranche, denn als Christoph Trudel die Firma 1967 von Meinrad Burch übernahm, hatte Kurt Aepli sich bereits derart etabliert, dass Juwelier Trudel ihm nahezu unbegrenzte schöpferische Freiheit gewährte.
Von 1946 bis 1980 war Kurt Aepli Mitglied im Schweizerischen Werkbund (der SWB versteht sich als ein Ort der Debatte über gestalterische Fragen). In den dreissiger Jahren wurde er wie so mancher erfolgreiche Gestalter dieser Zeit, durch die Zürcher Schule der Konkreten beeinflusst. Künstler wie Johannes Itten, Max Bill und Richard P. Lohse, aber auch die Bauhausbewegung prägten Kurt Aepli unübersehbar und begleiteten sein gestalterisches Werk ein Leben lang.

## Werk
Sowohl der fachliche als auch der schöpferische Beitrag Aeplis war für den Erfolg der Firmen Burch-Korrodi und Trudel Juwelier massgeblich. Schon unter Meinrad Burch entwickelte sich im Atelier das beinahe legendäre «Goldschmiedetriumvirat», in welchem Kurt Aepli (Chefdesigner), Martin Bucher (Atelierchef) und Berger Bergersen (Emailleur), sich fachspezifisch auf gleichem Niveau bewegten, sich bestens verstanden und interdisziplinär ergänzten.
Beim Versuch, Aeplis Stil zu umschreiben, können wir von einer Weiterentwicklung der Moderne, des Bauhausstils und des Art déco sprechen. Mit wissenschaftlicher Sorgfalt wurden aus Blechen, Carré- und Runddraht, Kompositionen geschaffen, welche systematisch auf den geometrischen Grundformen aufbauten. Aber auch das Studium der Natur und deren Schöpfungen lässt sich aus den Werken seiner jahrzehntelangen gestalterischen Tätigkeit herauslesen. Einer seiner wichtigsten Gedanken war: Die Natur kennt keine falschen Formen, Farben oder Töne.
Unter Einbezug der meist sehr hochwertigen Werkstoffe, wurde deren Dynamik maximal ausgeschöpft. Die Linienführung beschränkte er mit Sicherheit und Kalkül stets auf das Notwendigste, was ausführungstechnisch höchste Ansprüche stellte.
Schmuck, oftmals mit aussergewöhnlichen Edelsteinen und sakrales Gerät, wurden unter Burch-Korrodi und später unter Juwelier Trudel von ihm kreiert. Nebst dem Entwerfen legte er bei den Silberschmiedearbeiten oft selbst Hand an.
Obwohl die Käuferschaft aus Liebhabern und internationalen Sammlern bestand, war Kurt Aeplis Name kaum der Öffentlichkeit bekannt. Sein kreatives Werk war jahrzehntelang nur unter dem Namen der Werkstatt Burch-Korrodi erwähnt. Unter dieser verordneten Anonymität hat er lange gelitten. Jedoch hat er Gold- und Silberschmiede weit über die Grenzen der Deutschschweiz hinaus, insbesondere nördlich des Alpenraums mit seinen unverkennbaren Entwürfen geprägt. Er setzte Massstäbe in der Schmuck- und Gerätegestaltung.

## Pädagogische Tätigkeit
1945 wurde Kurt Aepli an der Kunstgewerbeschule Zürich, welche bis 1954 unter der Leitung von Johannes Itten stand, zum Fachlehrer für Goldschmiede, Silberschmiede, Ziseleure, Graveure, Gürtler, Edelsteinfasser, Schmuckentwerferinnen und Poliseussen gewählt. Sämtliche Lehrlinge dieser Berufe aus der Schulregion Zürich wurden von Kurt Aepli in der Berufskunde, Edelsteinkunde bis hin zum Fachzeichnen unterrichtet. Nebst dem so genannten Pflichtunterricht wirkte Aepli zusätzlich an der Kunstgewerbeschule in Weiterbildungskursen. In diesen Kursen konnten sich Branchenangehörige in den Silberschmiedetechniken weiterbilden, wobei auch hier die gestalterischen Fähigkeiten von Kurt Aepli von den Kursbesuchern besonders geschätzt wurden und nachhaltig Spuren hinterliessen. Im April 1980 endete seine fünfunddreissigjährige Lehrtätigkeit an der Kunstgewerbeschule in Zürich.

## Ausstellung
Schweizerisches Landesmuseum in Zürich: Schweizerschmuck im 20. Jahrhundert